# Beau Dieu d'Amiens
Le Beau Dieu est une sculpture du trumeau du portail central de la façade occidentale de la cathédrale d'Amiens qui représente le Christ. Son nom lui fut donné par les fidèles venant à la cathédrale.

## Historique
La statue du Beau Dieu fait partie de l'ensemble sculpté du portail du Sauveur ou du Jugement dernier réalisé dans la première moitié du XIIIe siècle. On retrouve une statue semblable à la cathédrale Notre-Dame de Chartres.

## Caractéristiques
L'appellation Beau Dieu se justifie par l'attitude du Christ en majesté, la noblesse et la gravité du visage, la sérénité du regard ainsi que par l'élégance des plis de la draperie.
Le Christ bénissant de la main droite, tenant un livre fermé dans la main gauche, triomphe du mal, écrasant sous ses pieds un lion et un dragon. En dessous, l'aspic et le basilic soutiennent la statue. Louise Lefrançois-Pillon dans Les Sculpteurs français du XIIIe siècle, Paris, Plon, 1912, le décrit ainsi :

« Comme le Christ de Chartres, mais avec une aisance absolument nouvelle, il bénit d'une main et tient de l'autre le Livre de vie. Son visage résume l'effort du XIIIe siècle pour aboutir à un idéal objectif de beauté. Tout est correct et savamment pondéré dans ce visage plein, aux traits réguliers emprunts d'une majesté qui n'exclut pas la douceur, et l'atelier d'Amiens a donné là une preuve admirable de son aptitude à la largeur du style et à la noblesse épurée des formes. »

## Moulage
Un moulage de la statue du Beau Dieu d'Amiens est présenté dans les collections permanentes du Musée des monuments français à Paris.

## Photos

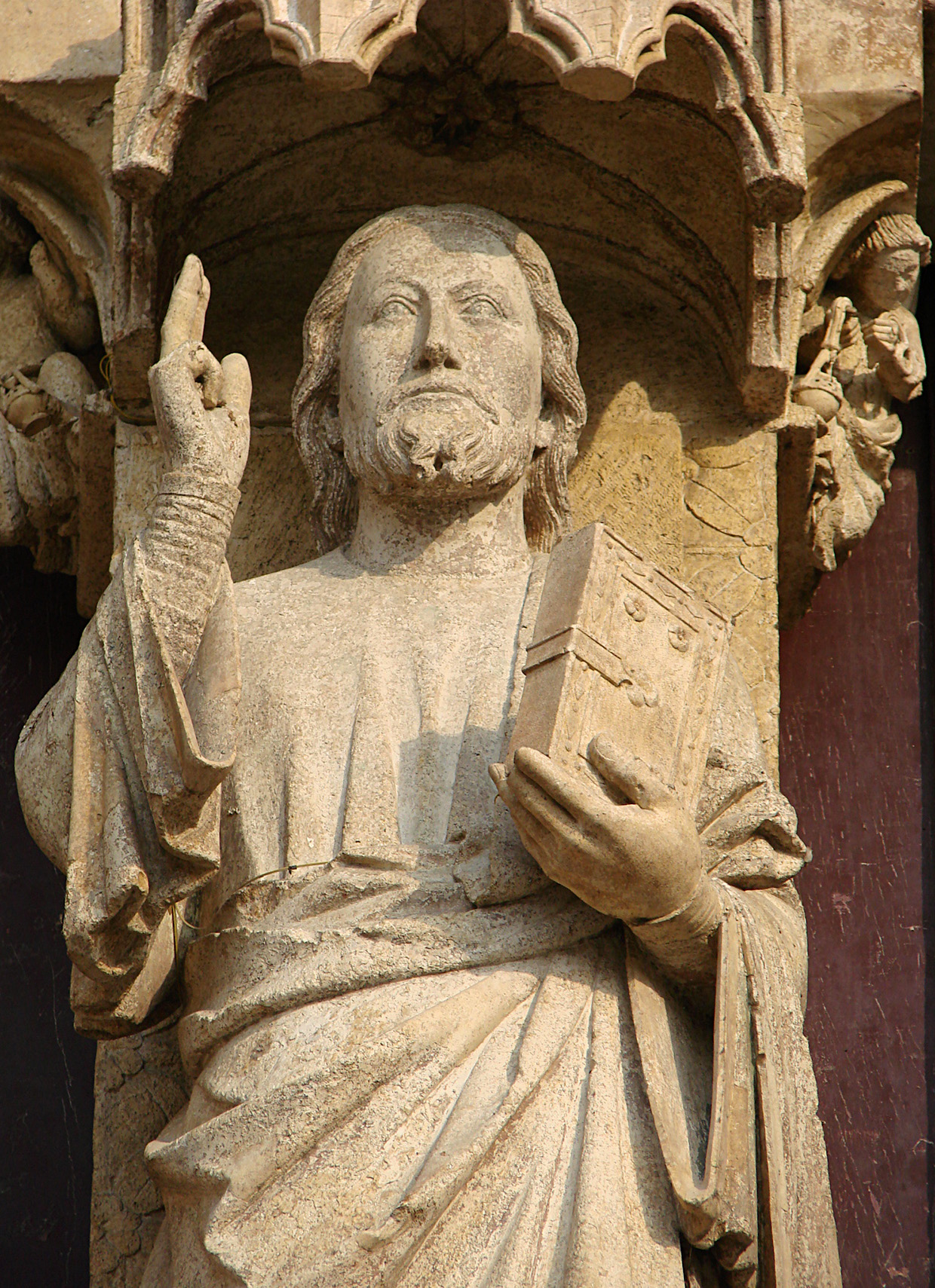
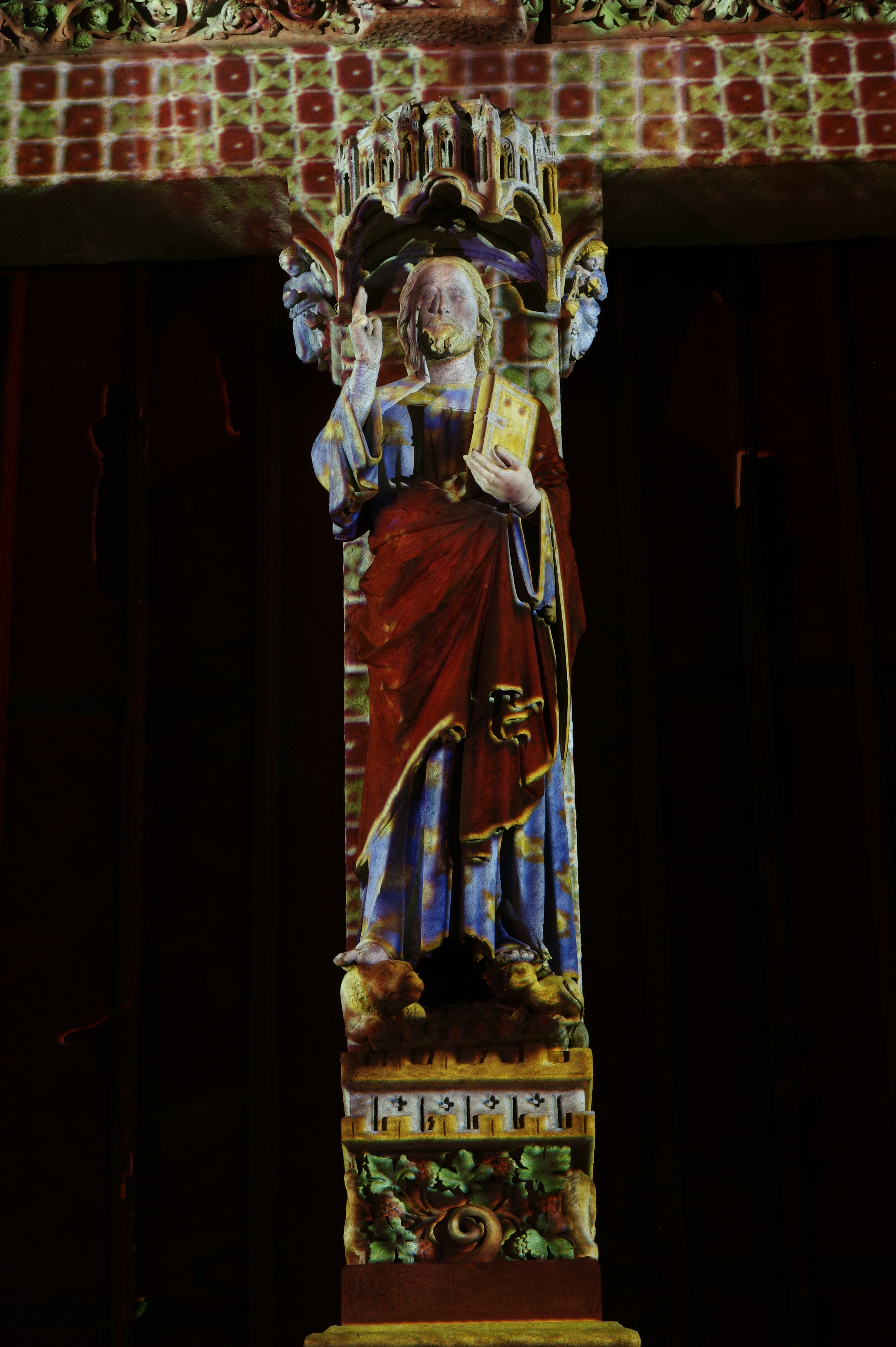